# Yuva
Yuva (Hindi, युवा, yuvā, wörtl.: Jugend) ist ein indischer Hindi-Film von Mani Ratnam aus dem Jahr 2004.

## Handlung
Im Mittelpunkt steht die Geschichte dreier Männer, deren schicksalhaftes Treffen auf der Haora-Brücke in Kolkata das Leben jedes Einzelnen verändert. Die drei Charaktere Lallan, Michael und Arjun sollen verschiedene Facetten der Jugend Indiens darstellen.
Lallan, der brutale Schläger, der seine Ehefrau Sashi misshandelt, wird später vom rechten Politiker Prosonjit Bhattacharya angeheuert, dem charismatischen Studentenführer Michael das Handwerk zu legen. Michael seinerseits liebt Radhika und zieht von Dorf zu Dorf, um die Bewohner zum politischen Handeln zu bewegen, und kommunale Selbstverwaltung zu fördern. Der dritte Charakter, Arjun, erlebt nach dem Treffen auf der Brücke eine Metamorphose vom naiven Frauenhelden zum inspiratorischen Politik-Newcomer, der sich auf die in diesem Film fast nebensächlich gewordene Love-Story mit Mira einlässt.

## Musik
| Titel                                | Sänger                                    | Länge |
| ------------------------------------ | ----------------------------------------- | ----- |
| „Dhakka Laga Bukka“                  | A. R. Rahman, Karthik, Mehboob            | 4:59  |
| „Khuda Hafiz“                        | Sunitha Sarathy, Lucky Ali, Karthik       | 5:02  |
| „Kabhi Neem Neem“                    | Madhushree, A. R. Rahman                  | 4:57  |
| „Dol Dol“                            | Blaaze, Shahin Badar                      | 3:59  |
| „Baadal“                             | Adnan Sami, Alka Yagnik                   | 5:25  |
| „Fanaa“                              | A. R. Rahman, Sunitha Sarathy, Tanvi Shah | 4:41  |
| „Anjanaa Anjani“ (Hintergrund-Musik) | Sunitha Sarathy, Karthik                  | 1:04  |

## Synchronisation
Anlässlich der DVD-Veröffentlichung am 25. August 2006 des deutschen Filmlabels Rapid Eye Movies wurde eine deutsche Synchronfassung angefertigt.
| Darsteller        | Rolle              | Synchronsprecher  |
| ----------------- | ------------------ | ----------------- |
| Vivek Oberoi      | Arjun Balachandran | Matthias Hinze    |
| Kareena Kapoor    | Mira               | Shandra Schadt    |
| Rani Mukerji      | Sashi Biswas       | Tanja Geke        |
| Abhishek Bachchan | Lallan Singh       | David Nathan      |
| Ajay Devgan       | Michael Mukherjee  | Ingo Albrecht     |
| Esha Deol         | Radhika            | Berenice Weichert |

## Sonstiges
- Yuva ist die Hindi-Version des tamilischen Films Aayitha Ezuthu. Beide Sprachversionen wurden gleichzeitig am selben Set jedoch in unterschiedlicher Besetzung gedreht, nur Esha Deol spielte in beiden Filmen mit.
- Er ist als Episodenfilm angelegt und folgt stilistisch dem mexikanischen Film Amores Perros.
- Obwohl der Handlungsort die bengalische Metropole Kolkata ist, sind viele Aufnahmen in Tamil Nadu gedreht worden.
- Abhishek Bachchan hat die Rolle Lallan eigentlich erst abgelehnt, dann aber doch angenommen.